# Marie-Jeanne Riquet
Marie-Jeanne Riquet est une femme politique belge bruxelloise, membre de DéFI, née le 11 mai 1959
Elle fut directrice du centre d'études Jacques Georgin.

## Fonctions politiques
- Membre du Parlement de la Région de Bruxelles-Capitale de 2001 à 2004 en suppléance de Isabelle Gelas